# Sociedad permisiva
La sociedad permisiva es el nombre dado a una sociedad donde el libertinaje no tiene una connotación negativa y las normas sociales se tornan cada vez menos restrictivas para el individuo, no dando valor a lo que se considera "normal" o convencional. Un ejemplo extremo de la permisividad, sería una sociedad sin reglas ni moral, donde cada individuo hace lo que desee sin tener alguna restricción que se lo impida. Los aspectos que cambian a menudo conforme una sociedad se vuelve más permisiva son:
- Aumento del libertinaje sexual.-Esto incluye participar en actividades sexuales que se consideran inaceptables o incluso están penadas (sadomasoquismo, pedofilia, necrofilia)
- Aumento del acceso a material violento y lujurioso.- incluyendo películas, música, literatura y otros tipos de representaciones. (Parental Advisory)

La sociedad permisiva es considerada positiva para grupos políticos como el anarquismo, progresismo, Socialismo del siglo XXI, entre otros. El Conservadurismo y grupos políticos de centro-derecha consideran negativa una sociedad permisiva ya que plantean que causa una disminución de valores que fundamentan una sociedad con un funcionamiento eficiente. Muchas veces sostienen que las sociedades permisivas causan: mayores tasas de divorcio, aumento de la incidencia de las enfermedades de transmisión sexual, insensibilidad social, y el incremento de la delincuencia, violencia, agresividad en la sociedad y la corrupción política (está última se suele dar por un desplazamiento de la responsabilidad).

## Lecturas recomendadas
- Alan Petigny, The Permissive Society, America, 1941–1965 (Universidad de Florida, 2009; ISBN 9780521888967)

- Datos: Q689320